# Oeceoclades aurea
Oeceoclades aurea là một loài thực vật có hoa trong họ Lan. Loài này được Loubr. mô tả khoa học đầu tiên năm 1994.